# Ronde van Gabon 2012
De zevende editie van de Ronde van Gabon werd gehouden van 24 tot en met 29 april 2012. Net als in 2010 en 2011 werd de Fransman Anthony Charteau (Team Europcar) eindwinnaar van deze meerdaagse wielerkoers.

## Etappe-overzicht
| Etappe | Start       | Finish      | Afstand | Winnaar          | Land                | Leider           | Land               |
| ------ | ----------- | ----------- | ------- | ---------------- | ------------------- | ---------------- | ------------------ |
| 1      | Fougamou    | Lambarene   | 92 km   | Yohann Gène      | Vlag van Frankrijk  | Yohann Gène      | Vlag van Frankrijk |
| 2      | Lambarene   | Ndjole      | 128 km  | Nikita Umerbekov | Vlag van Kazachstan | Meron Russom     | Vlag van Eritrea   |
| 3      | Franceville | Akieni      | 89 km   | Thomas Voeckler  | Vlag van Frankrijk  | Meron Russom     | Vlag van Eritrea   |
| 4      | Mounana     | Bongoville  | 121 km  | Tarik Chaoufi    | Vlag van Marokko    | Anthony Charteau | Vlag van Frankrijk |
| 5      | Leconi      | Franceville | 98 km   | Yohann Gène      | Vlag van Frankrijk  | Anthony Charteau | Vlag van Frankrijk |
| 6      | Owendo      | Libreville  | 131 km  | Fabian Schnaidt  | Vlag van Duitsland  | Anthony Charteau | Vlag van Frankrijk |

## Eindklassement
| rang | renner                 | land                 | ploeg                                       | tijd      |
| ---- | ---------------------- | -------------------- | ------------------------------------------- | --------- |
| 1    | Anthony Charteau       | Vlag van Frankrijk   | Team Europcar                               | 19u00'05" |
| 2    | Meron Russom           | Vlag van Eritrea     | MTN-Qhubeka                                 | 08"       |
| 3    | Adil Jelloul           | Vlag van Marokko     | Marokko                                     | 12"       |
| 4    | Nikita Umerbekov       | Vlag van Kazachstan  | Continental Team Astana                     | 14"       |
| 5    | Yohann Gène            | Vlag van Frankrijk   | Team Europcar                               | 18"       |
| 6    | Frekalsi Abrha Debesay | Vlag van Eritrea     | Eritrea                                     | 20"       |
| 7    | Christoph Springer     | Vlag van Duitsland   | Team Specialized Concept Store              | 26"       |
| 8    | Reda Aadel             | Vlag van Marokko     | Marokko                                     | 27"       |
| 9    | Azzadine Lagab         | Vlag van Algerije    | Groupement Sportif des Pétroliers d'Algérie | 29"       |
| 10   | Kanstantin Klimiankou  | Vlag van Wit-Rusland | Continental Team Astana                     | z.t.      |

2006 · 2007 · 2008 · 2009 · 2010 · 2011 · 2012 · 2013 · 2014 · 2015 · 2016 · 2017 · 2018 · 2019 · 2020 · 2023